# Praça Antônio Prado
A Praça Antônio Prado, conhecida anteriormente como Largo do Rosário, é um logradouro da cidade de São Paulo, localizada na região central da cidade, mais especificamente no distrito da Sé. Tem como afluentes a rua São Bento, a rua João Brícola e a rua Quinze de Novembro.

## História

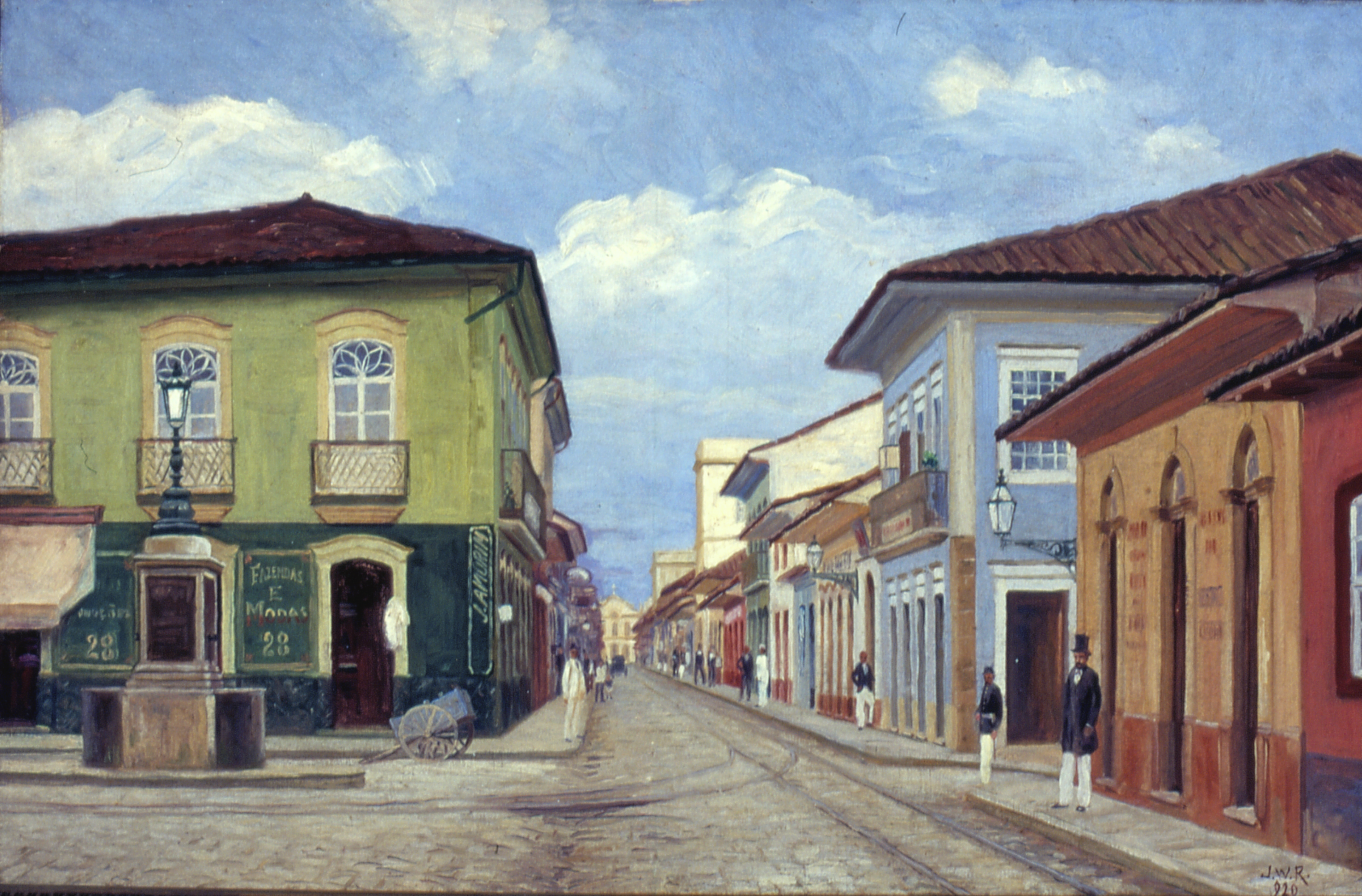
Largo do Rosário (1880), José Wasth Rodrigues, Acervo do Museu Paulista da USP.

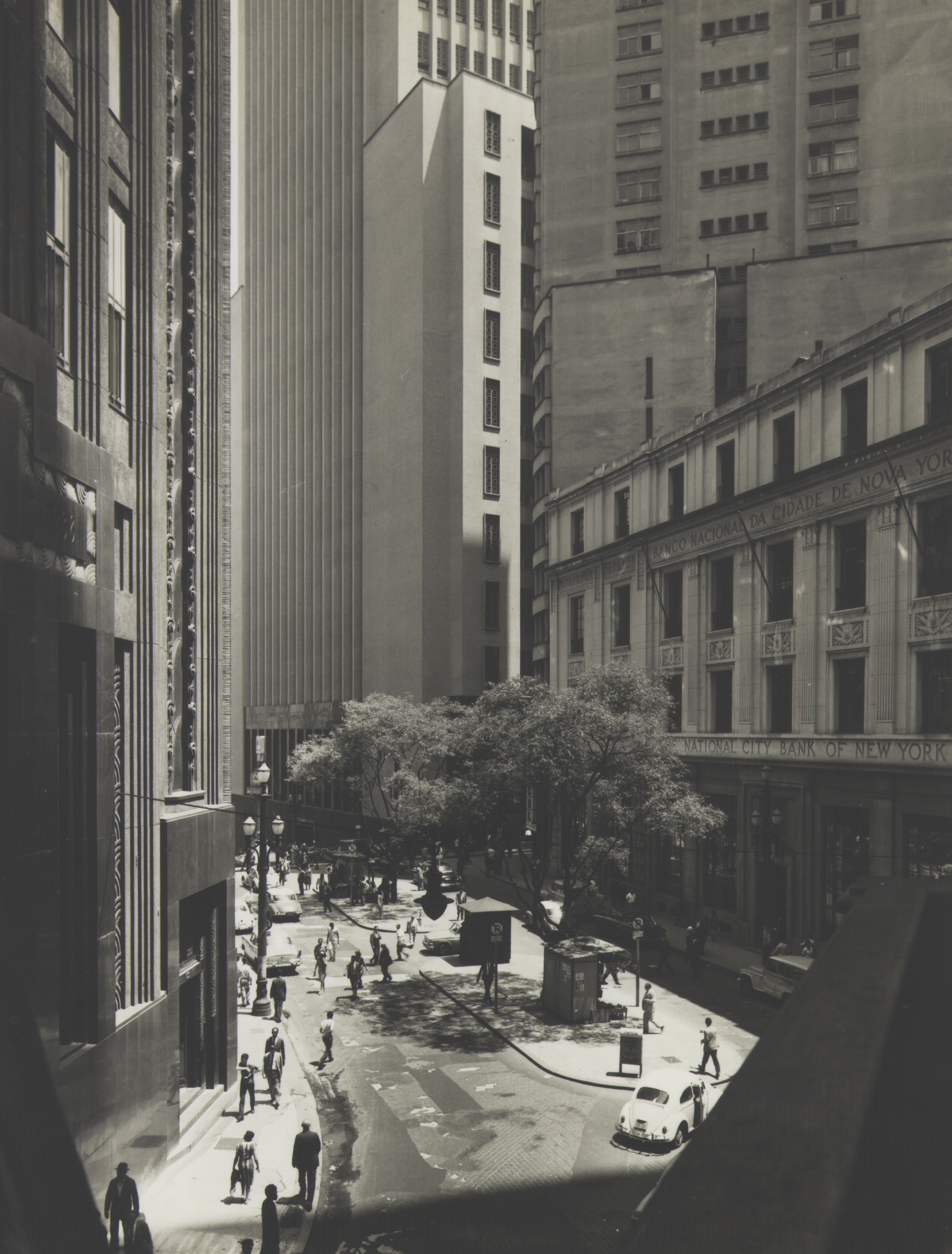
Praça Antônio Prado.

Seu nome atual é uma homenagem ao cafeicultor, banqueiro, jurista, jornalista e político Dr. Antônio da Silva Prado, o Conselheiro Antonio Prado (1840-1929), que ocupou diversos cargos públicos como vereador e deputado, dentre outros. Como prefeito da capital de São Paulo na primeira década do século XX, realizou grandes melhoramentos urbanos, tendo sido retificadas em sua administração diversas ruas do centro da cidade. A praça abrigava a antiga Igreja do Rosário dos Homens Pretos, e por este motivo recebeu ao final do ano de 2016 o primeiro monumento em homenagem a Zumbi dos Palmares na capital paulista.
O ambiente de hoje ainda preserva inspirações das primeiras décadas do século XX, pelos característicos quiosques de madeira que vendem jornais e revistas e oferecem serviços como telefones públicos e engraxataria. 

## Relógio público de Nichile
A Praça Antônio Prado abriga o último relógio público de Nichile, um relógio de oito metros e que foi tombado pelo seu valor histórico no ano de 1992. Havia um total de seis relógios como este espalhados pela cidade de São Paulo, em locais como o Largo do Arouche e a praça da Sé, resultado do trabalho do publicitário Octávio de Nichile, que vendia os espaços para propaganda presentes na própria estrutura dos postes que sustentavam os relógios, uma ideia inovadora na época. O exemplar da Praça Antônio Prado foi construído em 1935 e, desde a morte de Octávio de Nichile no ano de 1986, sua manutenção ficou sob os cuidados de seus filhos.